# Карамфил Илчев
Карамфил Илчев е бивш български футболист, вратар. Роден на 7 януари 1979 г. в град Тервел. Висок е 186 см, тежи 82 кг.

## Кариера
Кариерата си започва като юноша на ПФК Добруджа (Добрич). С Добруджа той дебютира в А група през 2002 г. и записва 11 мача на вратата на „жълто-зелените“ в този сезон. След това преминава в Академик (Свищов). Играл е още за Черноморец (Бургас), след което отново се завръща на вратата на Добруджа. От 2005 г. е в Черно море (Варна) и има 51 мача за „моряците“ в А футболна група.
На 4 юли 2010 г. Илчев подписва двугодишен договор с Берое, малко след като в отбора като треньор се завръща Илиан Илиев. През есенния полусезон пази на вратата на заралии в 11 срещи от А група, но най-изненадващо през декември 2010 г. слага край на кариерата си на 31-годишна възраст. Илчев печели зелена карта за Канада и заминава да живее там, заедно със семейството си.